# Pinguino (personaggio)
Il Pinguino (Penguin), alter ego di Oswald Chesterfield Cobblepot, è un personaggio dei fumetti statunitensi pubblicati da DC Comics creato da Bob Kane (disegni) e Bill Finger (testi). Si tratta di un criminale, tra i principali e più famosi nemici di Batman.
Il Pinguino compare per la prima volta nel dicembre 1941 su Detective Comics (vol. 1) n 58. La sua esistenza editoriale verrà stravolta dal film Batman - Il ritorno (1992) che ne modificherà la storia e l'aspetto sino al 1995 quando, con la storia Il trionfo del Pinguino, recupererà i suoi connotati classici e continuerà la sua criminosa carriera in salita.
Il Pinguino è stato più volte nominato uno dei migliori cattivi di Batman e uno dei più grandi cattivi dei fumetti. È stato classificato 51º nella lista IGN dei 100 migliori cattivi dei fumetti di tutti i tempi.

## Biografia del personaggio

### Pre crisi

#### Golden Age
Nelle sue prime apparizioni, Oswald Cobblepot è presentato solo con lo pseudonimo di "Pinguino": è un abile ladro che riesce a farsi accettare tra i ranghi della malavita di Gotham City entrando ripetutamente in conflitto con i vigilanti Batman e Robin, che continuano a sventare i suoi piani; i suoi modi sono spesso violenti e non esita a uccidere o raggirare le persone per raggiungere i suoi obiettivi.
In un secondo momento, comincia a usare come armi distintive degli ombrelli truccati e uccelli addestrati che lo aiutano nei suoi crimini. Nel corso delle varie storie viene arrestato più volte, uscendo di prigione tramite evasione o in modo legale, salvo puntualmente riprendere la carriera criminale volta sempre all'intento di arricchirsi. Spesso finge di intraprendere un lavoro rispettabile, che serve come copertura per affari più loschi. In un'occasione cerca sinceramente di redimersi, ma le circostanze lo spingono a tornare a commettere crimini. Nonostante ciò, viene preso raramente sul serio ed è a volte oggetto di scherno da parte dei media o degli altri criminali di Gotham. A volte entra in contrasto con altri avversari di Batman e Robin come Joker e Catwoman, ed eventuali alleanze non vanno a buon fine.

#### Silver Age
Durante la Silver age dei fumetti viene rivelato il passato di Pinguino: nato come Oswald Chesterfield Cobblepot, da bambino era vittima di bullismo a causa della sua bassa statura, del fisico obeso, la particolare camminata e il naso a becco. Suo padre morì di polmonite per essersi ammalato uscendo durante un temporale e per questo la madre iperprotettiva di Oswald costringeva il figlio a portare sempre con sé un ombrello. I genitori possedevano un negozio di uccelli e Cobblepot passava il suo tempo a occuparsi di tali animali, che vedeva come i suoi unici amici. Ciò lo portò a studiare ornitologia al college, dove scoprì di sapere più degli uccelli della maggior parte dei suoi insegnanti. Alcune versioni sostengono che Oswald si diede al crimine dopo la morte della madre e il conseguente sequestro del suo negozio e dei volatili per estinguere dei debiti.

### Post crisi
Dopo il riavvio dell'universo DC, il Pinguino viene relegato a rade apparizioni finché lo scrittore Alan Grant (che in precedenza aveva scritto la storia delle origini del personaggio in Secret Origins Special n. 1) e l'artista Norm Breyfogle non ripresero a utilizzarlo.
Nella nuova continuità, Oswald Cobblepot è stato emarginato dalla sua famiglia benestante e tale rifiuto lo spinge a diventare un criminale. In linea con le sue origini aristocratiche, indossa sempre abiti eleganti e formali come un cappello a cilindro, monocolo e smoking. È uno dei pochi nemici di Batman sano di mente e in pieno controllo delle sue azioni, sebbene sia spietato e capace di commettere azioni molto violente. La sua intelligenza supera persino quella di Batman per ammissione dello stesso vigilante e quest'ultimo in alcuni casi è costretto a chiedere il suo aiuto per accedere a informazioni necessarie per la risoluzione di determinati casi.
I suoi crimini sono piuttosto variabili: in un'occasione utilizza uno strumento altamente tecnologico per controllare stormi di uccelli a miglia di distanza e li sfrutta per distruggere le comunicazioni radio di Gotham e far schiantare così un aereo. Quando Jean Paul Valley ricopre brevemente i panni di Batman, Pinguino intuisce che non sia il vero Crociato Incappucciato e rapisce Sarah Essen Gordon (moglie del commissario Jim Gordon), minacciando di ucciderla.
Successivamente, Pinguino decide di utilizzare un nuovo modus operandi e apre il ristorante casinò Iceberg Lounge per nascondere sotto una facciata legittima i suoi traffici criminali; anche Batman in diverse occasioni usa il locale come fonte di informazioni legate ai bassifondi di Gotham. Nonostante alcune volte venga arrestato, ottiene sempre il rilascio grazie ai suoi costosi avvocati.
Durante le vicende di Terra di Nessuno, quando Gotham viene isolata dal resto del mondo in seguito a un devastante terremoto, il Pinguino resta nella città senza legge e diventa uno dei suoi principali gestori, usando i suoi contatti per trarre profitto scambiando il denaro con merce attraverso i suoi contatti fuori città. Uno di questi contatti è Lex Luthor e la sua compagnia LexCorp: le informazioni di Pinguino aiutano Luthor a ottenere il controllo dei registi delle proprietà di Gotham, ma la collaborazione tra i due si interrompe quando Cobblepot cerca di ricattare Luthor.
Durante gli eventi di Nel giorno più splendente, le Birds of Prey trovano il Pinguino gravemente ferito, lo salvano e lo portano nell'Iceberg Lounge. Si scopre poi che Cobblepot aveva architettato tutto per ottenere file informatici sulla comunità di supereroi: tradisce il gruppo e ferisce gravemente Lady Blackhawk e Hawk prima di essere sconfitto dalla Cacciatrice. Oracolo informa che il Pinguino deve essere rilasciato a causa di una caccia all'uomo che la polizia sta conducendo contro le Birds of Prey; la Cacciatrice è tentata di uccidere Pinguino, ma poi lo lascia legato in un vicolo promettendo di vendicarsi di lui in futuro.
Il Pinguino viene successivamente attaccato dai Segreti Sei, che uccidono molte delle sue guardie e irrompono nella sua villa. Bane lo informa che ha bisogno di informazioni sui partner di Batman, poiché ha in programma di uccidere Red Robin, Batgirl, Catwoman e Azrael. Il Pinguino tradisce la squadra, e ciò porta la Justice League, i Giovani Titani, le Birds of Prey, la Justice Society e vari altri eroi a cacciare e catturare i criminali. Al contempo un nuovo supercriminale che si fa chiamare l'Architetto piazza una bomba nell'Iceberg Lounge come vendetta per i crimini commessi dall'antenato del Pinguino. Sebbene Blackbat e Robin siano in grado di evacuare l'edificio, il Lounge viene distrutta dall'esplosione che ne segue.

## Caratterizzazione

### Competenze e abilità
Il Pinguino è un brillante pianificatore criminale e usa il suo intelletto geniale per ottenere ricchezza e potere attraverso attività criminali. La sua ricchezza gli dà accesso a risorse migliori rispetto alla maggior parte degli altri nemici di Batman, ed è in grado di mescolarsi con l'élite di Gotham, in particolare tra i ricchi che intende prendere di mira nei suoi crimini futuri. È anche in grado di tornare al suo stile di vita lussuoso molto facilmente nonostante la sua violenta storia criminale e la sua fedina penale. Ha anche tentato più volte di entrare nel mondo politico, lanciando costose campagne elettorali. Il Pinguino ha forti legami con altri boss criminali di Gotham, e ciò gli permette di assumere i loro assassini e lavoratori per spiarli facilmente. Esperto leader organizzativo, viaggia sempre con scagnozzi in qualsiasi missione criminale e li controlla con un talento magistrale. Spinto interamente dall'interesse personale, il Pinguino si affida all'astuzia, all'ingegno e all'intimidazione per sfruttare ogni occasione a scopo di lucro e, nonostante il suo carattere violento e irascibile, è generalmente rappresentato come più mentalmente sano rispetto a gran parte degli avversari di Batman. I suoi crimini generalmente ruotano attorno al furto di oggetti di valore legati agli uccelli e la sua auto e altri veicoli hanno spesso un tema aviario. Inoltre, grazie alla sua conoscenza degli uccelli, Pinguino utilizza attivamente varie specie di uccelli per compiere i suoi crimini e attaccare i suoi nemici in determinati momenti.
Sebbene spesso deleghi il lavoro sporco ai suoi scagnozzi, non disdegna di intraprendere azioni aggressive e mortali da solo, specialmente quando è arrabbiato. Nonostante la sua figura per nulla atletica e la bassa statura, ha una conoscenza da autodidatta del judo, della scherma e del pugilato a mani nude sufficiente a sconfiggere attaccanti più grandi di lui. Il Pinguino è solitamente ritratto come un abile combattente corpo a corpo quando sente che la situazione lo richiede, ma la sua abilità varia ampiamente a seconda dell'autore che lo descrive; il personaggio è stato scritto sia come una partita fisica per Batman sia come qualcuno che il vigilante mascherato può sconfiggere con un pugno ben assestato. Inoltre, il Pinguino può tollerare temperature sottozero più a lungo della maggior parte delle persone; questa sua capacità è solo all'estremo limite della normale tolleranza al freddo umana.

### Armamenti
Il Pinguino utilizza un vasto assortimento di ombrelli, in particolare l'ombrello bulgaro. Questi di solito contengono armi come mitragliatrici, lame di spada o di coltelli, lanciarazzi, laser, lanciafiamme e dispositivi spara acido o gas velenoso dalla ghiera (tuttavia, il Pinguino è in grado di armare i suoi ombrelli in una varietà quasi illimitata di modi). A seconda delle storie, alcuni dei suoi ombrelli possono contenere più armi contemporaneamente. Porta spesso un ombrello che può trasformare la punta in una serie di lame rotanti da usare anche come un elicottero in miniatura o come arma d'attacco; lo usa in diverse occasioni per fuggire. Alcuni ombrelli possono essere usati come scudo o a strumenti di ipnosi.

### Aspetto
L'aspetto abituale del Pinguino è quello di un uomo basso e obeso con un naso lungo. Viene spesso visto indossare un monocolo, un cappello a cilindro e uno smoking associati al suo caratteristico ombrello. È cambiato alternativamente con il debutto della versione del personaggio di Tim Burton nel film Batman - Il ritorno del 1992. Nel film, le mani del Pinguino sono pinne (una deformità fisica causata dalla sindattilia), che, combinate con un naso simile a un becco e altre caratteristiche, lo fanno sembrare un vero e proprio incrocio genetico tra uomo e pinguino. Questo aspetto alquanto bizzarro ha ispirato gli artisti dei fumetti e ha influenzato numerosi design del Pinguino nei cartoni animati dall'uscita del film, come, per esempio, nella prima serie animata del DCAU. Attualmente, sia la vecchia che la nuova apparizione del personaggio si alternano nei fumetti.

### Personalità
Il Pinguino ha una delle personalità più complesse del mondo di Batman: considerato dai più un essere infame e spietato, per tutta la sua vita fu vittima di scherni (soprattutto riguardo al suo aspetto) e di chiusura in sé stesso, con un profondo desiderio di rispetto e potere. È un personaggio che ispira empatia e disprezzo, con ambizioni sempre ambigue; a volte mostra compassione verso certe persone e, allo stesso tempo, tenta di distruggere la vita di diverse persone. Mentre alcune rappresentazioni offrono scorci di un personaggio desideroso di amicizia o più affabilmente malvagio, la sua personalità di fondo rimane quella di un genio criminale astuto, spietato e ambizioso. Alcune rappresentazioni mostrano un lato più tenero del Pinguino, alludendo a un desiderio di accettazione nell'alta società o persino di vere amicizie, sebbene questo aspetto spesso maschera la sua spietatezza di fondo. Al suo peggio, gli piace torturare e fare del male alle sue vittime, in particolare nelle rappresentazioni incentrate sulla sua cattiveria. È spesso descritto come metodico e paziente, disposto a usare qualsiasi mezzo necessario, inclusa la violenza, per raggiungere i suoi obiettivi. Il personaggio ama soprattutto le rappresentazioni artistiche degli uccelli (in particolare dei pinguini) e non esita a rubare le opere che trova più belle o più redditizie. Tiene anche delle belle donne intorno a sé, forse per ricordare agli altri il suo potere economico o per compensare la sua stessa natura grottesca. È spesso raffigurato come un uomo dal gusto e dallo stile impeccabili, che nasconde le sue attività criminali sotto le spoglie di un ristoratore di successo o di altri personaggi dell'alta società. In tempi recenti gestisce un ristorante di alta classe a Gotham chiamato "Iceberg Lounge" come fonte di informazioni per la malavita.
A differenza della maggior parte dei cattivi di Batman, che sono spinti dalla follia o dal desiderio di caos, il Pinguino è motivato principalmente dal potere e dall'avidità. Nella maggior parte delle versioni, è sano di mente secondo il diritto penale e ha il pieno controllo delle sue azioni, poiché non basa i suoi crimini su un'ossessione psicotica. Il rapporto tra il Pinguino e Batman è complesso e varia a seconda della trama e dei media. Sebbene siano principalmente antagonisti, ci sono casi di una dinamica più simbiotica o addirittura manipolativa tra loro. Nonostante la loro natura conflittuale, ci sono casi in cui il Pinguino e Batman hanno interessi comuni, il che dà luogo a brevi alleanze o cooperazioni. Scontrandosi costantemente con Batman, il Pinguino, con il suo fare manipolativo, può fare squadra con lui o destreggiarsi in un gioco di ingegno.

## Altri media

### Cinema

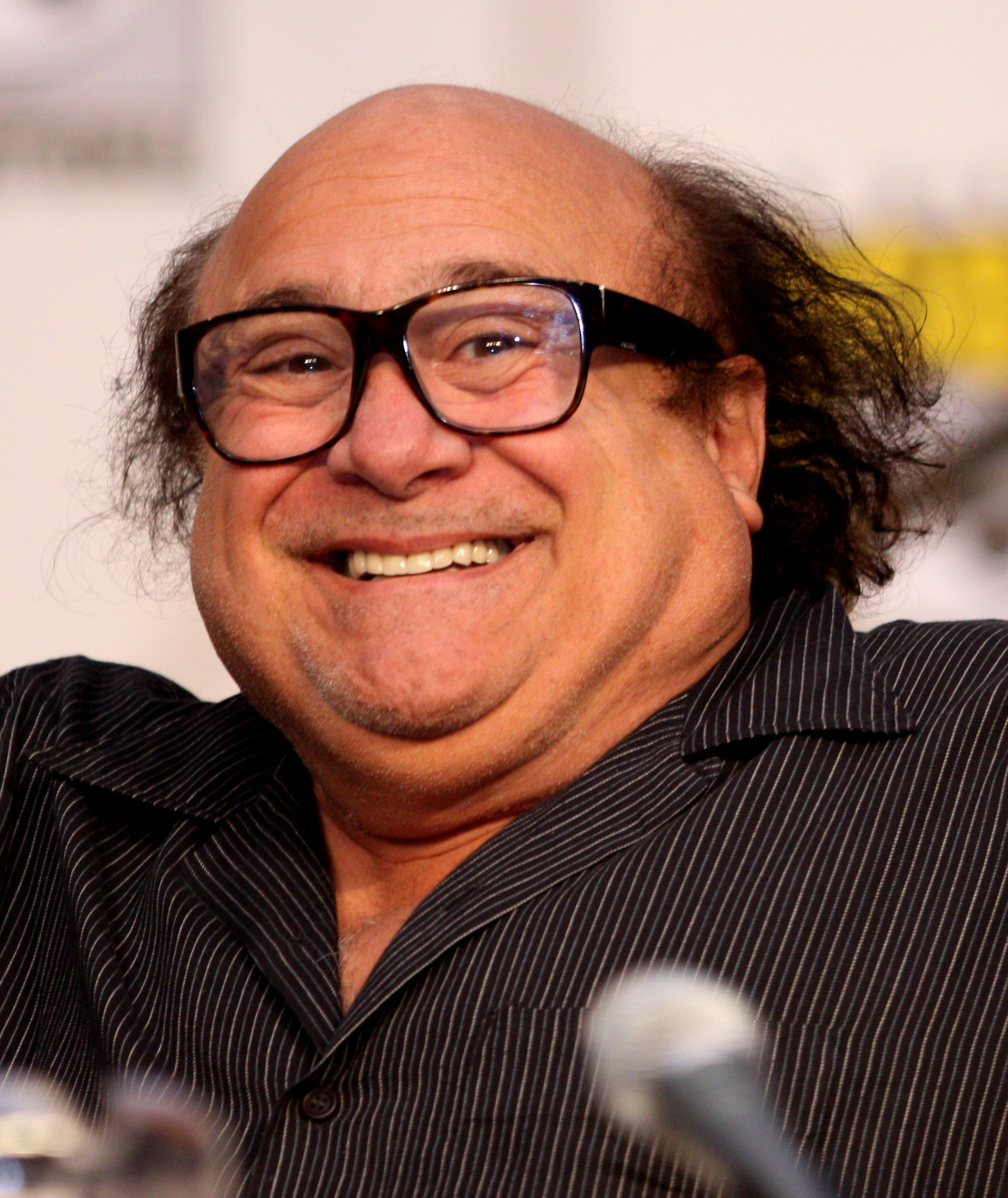
Danny DeVito, interprete del Pinguino nel film Batman - Il ritorno

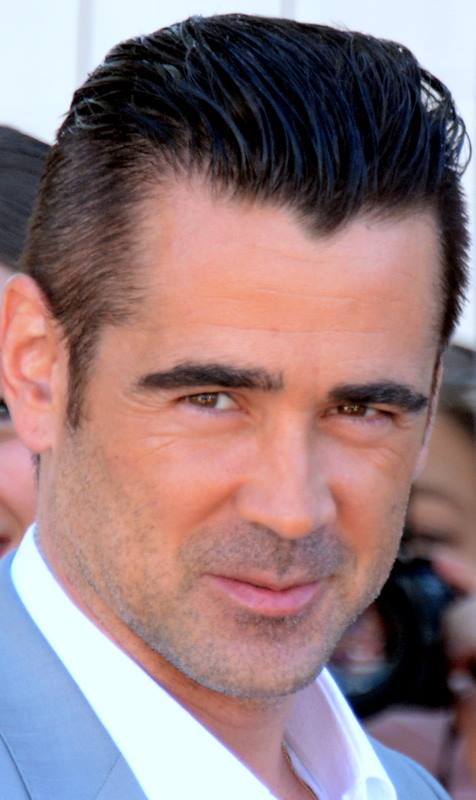
Colin Farrell, interprete del Pinguino nel film The Batman e in The Penguin

- Il personaggio appare nel film Batman (1966), diretto da Leslie H. Martinson. Il Pinguino viene interpretato da Burgess Meredith.
- Il Pinguino è l'antagonista principale del film Batman - Il ritorno (1992), diretto da Tim Burton. Il regista, ispirandosi al celebre film muto Il gabinetto del dottor Caligari[senza fonte], rielaborò il personaggio, affidato all'interpretazione di Danny DeVito, in una versione molto più dark. Per adattarsi al tono cupo del film, questa rappresentazione del Pinguino è come uno "scherzo della natura", con dita palmate simili a pinne, un naso adunco simile a un becco, denti appuntiti e un corpo obeso, ed è stato cresciuto da un circo dopo essere stato abbandonato dai suoi ricchi genitori da bambino. Quando riappare da adulto, cerca di diventare un eroe agli occhi del pubblico e candidarsi a sindaco, mentre complotta segretamente per uccidere tutti i primogeniti di Gotham. Il cambiamento nella caratterizzazione del Pinguino da elegante boss del crimine a politico sociopatico, rozzo e infanticida è stato un cambiamento radicale e l'interpretazione di DeVito è stata ampiamente elogiata.[17][18][19] Abbandonato dalla famiglia per la sua violenza, sopravvisse nelle fogne assieme a una colonia di pinguini, per poi essere arruolato da un circo come freak. Nel film il Pinguino combatte contro Batman stringendo una strana alleanza con Max Shreck, uno spietato e ambizioso magnate dell'industria; quest'ultimo, desideroso di costruire una centrale elettrica (che avrebbe orribili conseguenze sull'ambiente) trova molti ostacoli da parte del sindaco, quindi decide di manovrare il Pinguino, convincendolo a candidarsi per il seggio di sindaco di Gotham. Si allea anche temporaneamente con Catwoman. Il Pinguino in seguito la tradisce (visto che quest'ultima si è dimostrata disgustata dal suo omicidio della Principessa del Ghiaccio, e per aver rifiutato le avances sessuali) e sembra avere la vittoria in pugno dato che gli abitanti della città, nonostante il suo aspetto poco ortodosso, lo vedono come una figura carismatica, ma Batman lo smaschera davanti a tutti facendogli fare una pessima figura. I cittadini di Gotham lo ripudiano, costringendolo a nascondersi ancora una volta nelle fogne. Sentendosi umiliato per aver fallito, il Pinguino deciderà di vendicarsi sulla città. Inoltre l'uomo, preda della sua follia, decide di uccidere tutti i primogeniti di Gotham City come mezzo di vendetta contro i suoi genitori. Dopo che Batman ha sventato questo piano, il Pinguino equipaggia il suo esercito di pinguini con razzi e li invia in città, con l'intento di uccidere quante più persone possibile. Batman e il suo maggiordomo, Alfred Pennyworth, dirottano invece i pinguini per attaccare il covo del Pinguino; cade in un lago sotterraneo di sostanze tossiche riportando ferite mortali. I pinguini gli danno un funerale improvvisato, spingendo il suo corpo in acqua. Questa versione, che ispirò il cosiddetto "Pinguino anni '90" dei fumetti, fu il frutto dell'unione tra il personaggio del Pinguino "classico" e quello del mostruoso criminale Killer Croc (inizialmente pensato come antagonista principale del film e poi scartato).
- Il Pinguino è l'antagonista secondario del film The Batman (2022), diretto da Matt Reeves, interpretato da Colin Farrell. In questa versione (in cui è chiamato Oz Cobb) è il luogotenente del potente boss mafioso Carmine Falcone e odia di essere soprannominato beffardamente come il "Pinguino". Batman gli fa visita all'Iceberg Lounge di Falcone per ottenere informazioni sull'assassinio del corrotto sindaco Don Mitchell Jr., ma nega di sapere qualcosa. Sospettando che Oz sia l'informatore che ha aiutato Mitchell a orchestrare l'arresto di Salvatore Maroni, Batman riesce a catturarlo dopo un frenetico inseguimento in auto. Il Pinguino convince Batman e il commissario Gordon che non è lui l'informatore correggendo un errore che Batman aveva commesso in precedenza e che lo aveva portato a presumere la colpa del Pinguino. Dopo la fuga del suo arresto e l'omicidio di Carmine Falcone per mano dell'Enigmista, Cobb prende successivamente il controllo dell'Iceberg Lounge e si propone come il nuovo boss del crimine di Gotham City, iniziando lentamente la sua ascesa al potere fino a seguire i suoi eventi nella miniserie televisiva che lo vede protagonista.

#### Film d'animazione
- Il Pinguino appare come antagonista principale nel film d'animazione del DC Animated Universe Batman - Il mistero di Batwoman.
- Il Pinguino è l'antagonista secondario del film d'animazione Batman contro Dracula. Cobblepot risveglia accidentalmente il famigerato Conte Dracula e viene ipnotizzato dal re dei vampiri affinché lo serva. Alla fine del film, dopo che Dracula viene definitivamente sconfitto dal suo nemico Batman, viene liberato dal controllo mentale e arrestato nuovamente dalla polizia.
- Il Pinguino appare nei film d'animazione del DC Animated Movie Universe Justice League: The Flashpoint Paradox e Batman: Bad Blood.
- Il personaggio appare anche negli altri film d'animazione LEGO Batman: Il film - I supereroi DC riuniti, Batman: Assault on Arkham, Lego DC Comics Super Heroes: Justice League vs. Bizarro League, Batman Unlimited: Istinti animali, Lego DC Comics Super Heroes: Justice League - Attack of the Legion of Doom!, Lego DC Comics Super Heroes: Justice League - Gotham City Breakout, Batman: Il ritorno del Crociato Incappucciato, LEGO Batman - Il film, Batman contro Due Facce, Batman Ninja, Scooby-Doo! e Batman - Il caso irrisolto, Lego DC Comics Super Heroes: The Flash, Batman vs. Teenage Mutant Ninja Turtles, Batman: Il lungo Halloween - Parte 1, Batman: Il lungo Halloween - Parte 2 e Batman and Superman: Battle of the Super Sons.

### Televisione

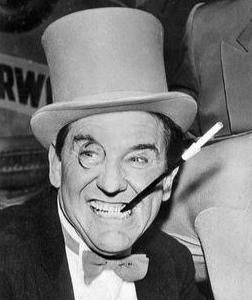
Burgess Meredith, interprete del Pinguino nella serie televisiva Batman degli anni sessanta.

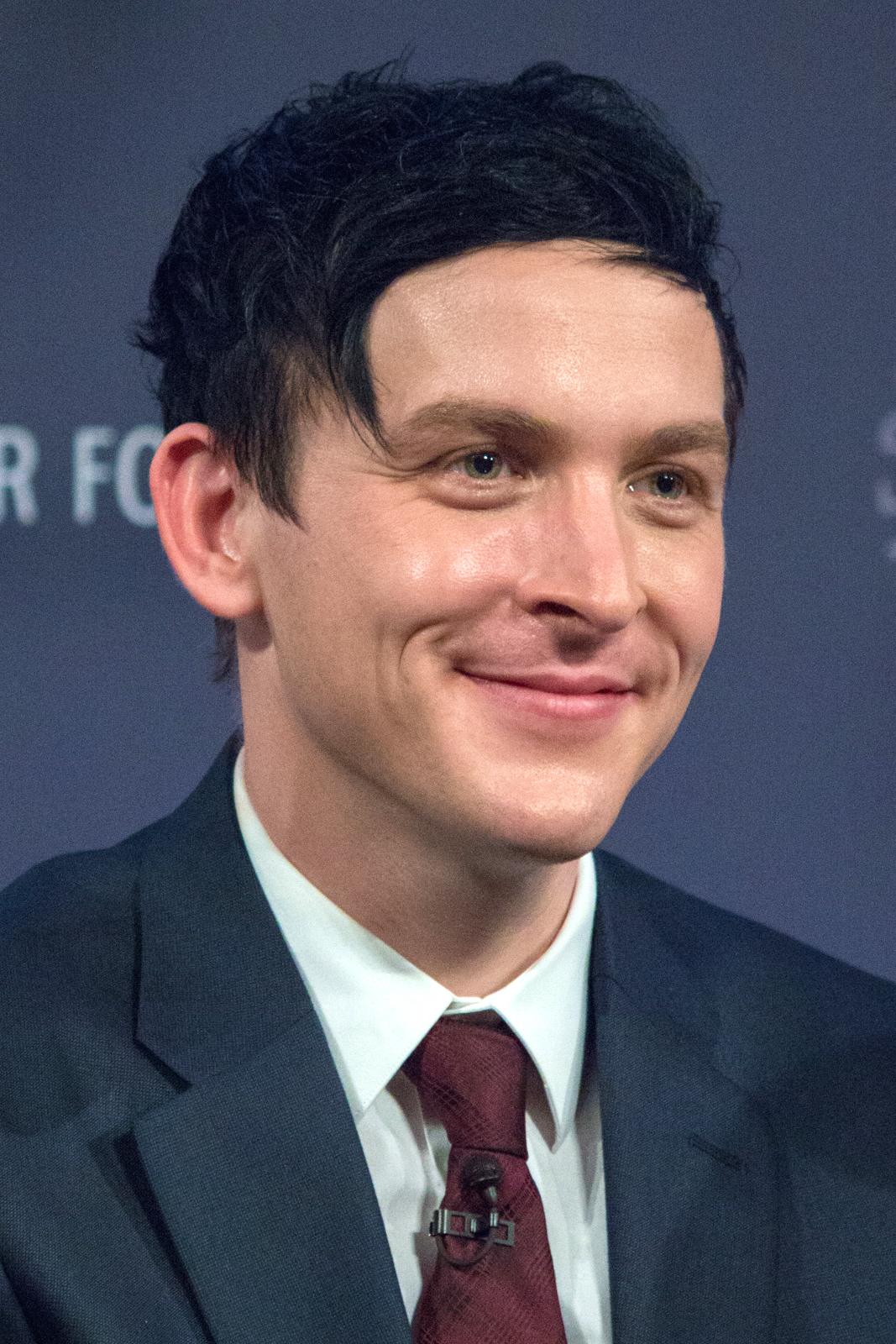
Robin Lord Taylor, interprete di Oswald Cobblepot nella serie televisiva Gotham.

- Il Pinguino è interpretato da Burgess Meredith nella serie TV Batman prodotta negli anni sessanta e nel film del 1966 tratto dalla serie. Ampiamente sopra le righe, l'interpretazione di Meredith è ricordata soprattutto per la caratteristica "risata da ciarlatano", che l'attore usava per coprire una tosse causata dalle sigarette che fumava.[20] Qui è identificato esclusivamente come Signor Pinguino (o occasionalmente PN Guino, che usa come alias), senza alcun riferimento al nome Oswald Cobblepot che gli viene dato in altri media. È molto calcolatore e spesso commette crimini anticipando le azioni di Batman e Robin. Il Pinguino di Meredith sembra essere in ottimi rapporti con gli altri criminali di Gotham, in particolare con il Joker, con il quale spesso si allea per combattere Batman e Robin. Burgess Meredith, nel ruolo del Pinguino ha fatto un breve cameo durante una puntata della serie televisiva dei The Monkees del 1968 intitolata The Monkees Blow Their Minds.
- Il Pinguino appare nella serie animata crossover Speciale Scooby, in cui compaiono due episodi, insieme al Joker.
- Compare come uno degli avversari principali dell'Uomo Pipistrello nelle serie animate Batman (1992-1995) e The Batman, dove è doppiato in entrambe le serie da Vittorio Bestoso. Compare saltuariamente anche in Batman - Cavaliere della notte.
- Nel cartone animato Krypto the Superdog non compare, ma viene spesso nominato: ha al suo servizio tre uccelli che eseguono i suoi piani, ma vengono sempre sconfitti da Asso, il cane di Batman.
- Un giovane Oswald Cobblepot è l'antagonista principale della serie televisiva Gotham, dove viene mostrata la sua ascesa nel mondo del crimine, per quanto il profilo psicologico e il background "ufficiale" fornito dai fumetti differiscano sotto numerosi aspetti. Nel corso della serie dimostra una personalità ambigua e manipolatrice, che riesce a scalare i vertici del potere della città (lavorando per i grandi capi criminali e voltandogli successivamente le spalle) fino a diventare il "re" di Gotham. Nonostante sia generalmente indicato come un antagonista, il suo ruolo è decisamente più di antieroe (soprattutto rispetto alla sua controparte fumettistica) collaborando spesso con il protagonista Jim Gordon, aiutandolo e salvandolo in diverse occasioni. Il soprannome "Pinguino" (inizialmente da lui odiato, ma poi successivamente inizia a farsi chiamare così poiché secondo lui gli comincia a calzare) deriva dal suo modo di vestire e di camminare, quest'ultimo fatto in seguito a un pestaggio subito dalla criminale Fish Mooney, per cui lavorava. È interpretato dall'attore Robin Lord Taylor.
- Il Pinguino è apparso anche nella nuova serie animata Batman: Caped Crusader, e in questa versione del personaggio è femminile, chiamata Oswalda Cobblepot (meglio nota dai fan come la Pinguina).
- Oswald "Oz" Cobb, alias il Pinguino, riappare come protagonista nella miniserie televisiva spin-off The Penguin ambientato poco dopo gli eventi del film The Batman, interpretato nuovamente da Colin Farrell.

### Videogiochi
Il Pinguino appare nei seguenti videogiochi:
- Batman: The Caped Crusader, sviluppato da Ocean Software (1988)
- Batman Returns, sviluppato da Dentons, Spirit of Discovery, Aspect Co., Ltd., Acme Interactive e Malibu Interactive (1993)
- Batman: The Animated Series, sviluppato da Konami (1993)
- The Adventures of Batman & Robin, sviluppato da Konami, Clockwork Tortoise e Novotrade (1994)
- Batman: Gotham City Racer, sviluppato da Sinister Games (2001)
- Batman: Justice Unbalanced (2003)
- LEGO Batman: Il videogioco, sviluppato da Traveller's Tales (2008)
- DC Universe Online, sviluppato da Sony Online Austin (2011)
- Batman: Arkham City, sviluppato da Rocksteady Studios (2011)
- LEGO Batman 2: DC Super Heroes, sviluppato da Traveller's Tales (2012)
- Injustice: Gods Among Us, sviluppato da NetherRealm Studios (2013)
- Batman: Arkham Origins, sviluppato da Warner Bros. Games Montréal (2013)
- Batman: Arkham Origins Blackgate, sviluppato da Armature Studio (2013)
- LEGO Batman 3: Gotham e oltre, sviluppato da Traveller's Tales e Feral Interactive (2014)
- Batman: Arkham Knight, sviluppato da Rocksteady Studios (2015)
- Batman: The Telltale Series, sviluppato da Telltale Games (2016)
- Batman: Arkham VR, sviluppato da Rocksteady Studios (2016)
- Gotham Knights, sviluppato da WB Games Montréal (2022)
- Suicide Squad: Kill the Justice League, sviluppato da Rocksteady Studios (2022)

#### Batman: Arkham
Il personaggio appare nella maggior parte dei videogiochi della saga di Batman: Arkham dove è doppiato da Nolan North in inglese e da Oliviero Corbetta in italiano, con l'unica eccezione di Batman: Arkham VR dove in inglese a prestargli la voce è Ian Redford:
- In Batman: Arkham Asylum, primo videogioco della saga, non è presente, ma nella Residenza di Arkham è possibile notare i suoi ombrelli in una teca. La presenza degli oggetti, infatti, è legata ad uno degli indovinelli dell'Enigmista, il quale, risolvendolo, permetterà al videogiocatore di sbloccare la biografia di Cobblepot.
- In Batman: Arkham City, secondo videogioco della saga, il Pinguino fa il suo debutto nella serie. Qui si contende il controllo di Arkham City con il Joker e Due Facce. Infatti, per far sì che il Clown Principe del Crimine muoia per via della malattia mortale da cui è affetto, ha fatto rapire Mr. Freeze, il quale era l'unico in grado di produrre una cura alla sua malattia e lo ha rinchiuso nel museo di Gotham; Cobblepot infatti usa il museo come sua base operativa nella città-penitenziario, in quanto l'edificio è annesso al suo bar, l'Iceberg Lounge, sotto al quale ha imprigionato Solomon Grundy, che sguinzaglierà contro Batman. Il suo aspetto è molto fedele a quello classico dei fumetti e secondo quanto narrato nelle Storie di Arkham City e nei suoi colloqui con Hugo Strange, Cobblepot era un criminale tanto temuto quanto rispettato, tanto che gli era stato concesso di evitare la detenzione in Arkham City; Cobblepot però rifiutò l'offerta per non volersi separare dal suo locale. Una peculiare scelta nel suo design è il fondo di una bottiglia di vetro, incastrato sul suo occhio a mo' di monocolo; sempre nelle registrazioni sbloccabili dal giocatore si scopre che esso gli è stato infilato in faccia durante una rissa da un suo cliente, furioso per essere stato battuto a poker. In una missione secondaria, si scopre che questo misteriosi giocatore è Victor Zsasz, ed è stato proprio Cobblepot a far partire la sua ossessione per l'omicidio.
- In Batman: Arkham Origins, prequel della saga, Cobblepot appare in una versione più giovane (inoltre non ha ancora il volto sfigurato). Qui è all'inizio della sua carriera come trafficante di armi di Gotham, ma ha già fatto progressi in poco tempo poiché sta già dando del filo da torcere agli altri boss del crimine della città. Possiede il nightclub MyAlibi e la vecchia nave Final Offer, che usa come base operativa e in cui organizza tornei di combattimenti illegali, e inoltre è proprietario della tecnologia con cui Maschera Nera si è servito per effettuare la rivolta al Penitenziario di Blackgate, infatti Bruce/Batman vi si reca per interrogarlo su cosa sa su Sionis. In seguito, Batman riuscirà a ostacolare il suo traffico d'armi distruggendo le casse contenenti l'ultimo carico, grazie a una soffiata di Barbara Gordon. Cobblepot compare anche nella modalità multiplayer online, dove gestisce il "negozio", vendendo armi e equipaggiamenti alle bande di Joker e Bane. Ha anche un ruolo nello story add-on Freddo, gelido cuore, ambientato una settimana dopo gli eventi della trama principale, dove stringe un accordo con Mister Freeze: l'appoggio dei suoi uomini per rapire il filantropo Ferris Boyle in cambio delle armi criogeniche inventate da Fries. Tuttavia in seguito si creeranno dei diverbi tra i due che finiranno per metterli uno contro l'altro; Cobblepot infatti, convinto che Freeze stia cercando di impossessarsi di qualcosa di prezioso di proprietà di Boyle, pretende di sapere di che cosa si tratti e al rifiuto dello scienziato lo minaccia con i suoi uomini, quando improvvisamente compare Batman. Freeze, approfittando di ciò, congela Cobblepot in una lastra di ghiaccio e fugge con Boyle; Batman, dopo aver recuperato una trivella criogenica per farsi un varco nel ghiaccio, decide di lasciare Cobblepot intrappolato e nell'epilogo del DLC si viene a sapere che è stato arrestato. Appare anche nello spin-off del gioco Batman: Arkham Origins Blackgate, ambientato 3 mesi dopo gli eventi di Arkham Origins dove è uno dei supercriminali che hanno preso il controllo del penitenziario.
- In Batman: Arkham Knight, ultimo videogioco della saga, il Pinguino stringe un'alleanza con gli altri supercriminali di Gotham per eliminare definitivamente Batman e continua il suo traffico d'armi utilizzato diversi edifici abbandonati della città come depositi e usando i camion di una ditta di surgelati per le consegne. Batman lo interroga per ottenere notizie sul Cavaliere di Arkham; da qui inizia la missione secondaria legata a Cobblepot in cui Batman e Nightwing dovranno distruggere i suoi depositi delle armi. Distrutto l'ultimo deposito, Oswald verrà catturato e rinchiuso nel GCPD. Nel videogioco appare esteticamente diverso rispetto agli episodi precedenti, infatti è completamente calvo e presenta un abbigliamento meno elegante del solito. Appare anche nei pacchetti storia dedicati ad Harley Quinn e Nightwing. Il primo, ambientato prima degli eventi della trama, vede Cobblepot in collegamento audio con la Quinn, la quale si è recata nel dipartimento di Polizia di Blüdhaven per liberare Poison Ivy e riportarla a Gotham in vista della riunione organizzata dallo Spaventapasseri. Nel secondo, ambientato dopo gli eventi della trama, tenta un'evasione dal GCPD, ma dovrà fare i conti con Nightwing, che riuscirà a mandare a monte il suo piano. Cobblepot ha un ruolo anche nello spin-off del gioco Batman: Arkham VR, ambientato in un incubo di Bruce/Batman prima degli eventi di Arkham Knight.
- Come mostrato nel trailer presentato al DC FanDome 2021, Oswald/il Pinguino apparirà in Suicide Squad: Kill the Justice League, spin-off sulla Squadra Suicida ambientato dopo gli eventi di Batman: Arkham Knight. Non è ancora chiaro quale sarà il suo ruolo all'interno del videogioco, ma nel trailer lo si vede venire tramortito dalla squadra organizzata da Amanda Waller attraverso un collarino elettrico nel mentre cerca invano di fuggire.

#### Batman: The Telltale Series
- Oswald Cobblepot/il Pinguino appare nella prima stagione di Batman: The Telltale Series, doppiato da Jason Spisak, in una versione completamente riscritta del personaggio. Qui Oswald è giovane, alto, magro, con un'esperienza nella boxe, cosa che lo rende abile nella lotta corpo a corpo, e l'appellativo Pinguino non è più dato dal suo aspetto basso e grasso come nella versione originale, ma si tratta di un nome in codice. Inoltre, quando effettua i suoi colpi criminali in pubblico, indossa una maschera raffigurante l'uccello da cui prende il nome. È un amico di infanzia di Bruce Wayne, ed è tornato a Gotham City come membro dei Figli di Arkham, ovvero un'organizzazione terroristica comandata da Lady Arkham, nata per punire la città dei crimini commessi da Thomas Wayne, Carmine Falcone e Hamilton Hill diversi anni prima. I tre, infatti, facevano in modo che le persone "scomode" al loro operato venissero dichiarate pazze attraverso la somministrazione di una potente droga e rinchiuse nel Manicomio di Arkham. Tra le vittime figurava Ester Cobblepot, la madre di Oswald, che assieme al marito si rifiutò di vendere agli Wayne il pezzo di terra su cui costruire la Wayne Enterprises. Inoltre, il padre di Cobblepot, dilaniato dal dolore per l'internazione della moglie, si è suicidato. Lasciata Gotham per il Regno Unito, Oswald crebbe intraprendendo un'attività criminale, finché vent'anni dopo non venne contattato da Lady Arkham, la quale come lui perse i suoi genitori per mano del trio composto da Wayne, Falcone e Hill, e che lo spinse a tornare a Gotham e ad affiancarla nella sua "rivoluzione". Nel primo episodio Oswald ha solo una prima fugace apparizione quando invita il suo vecchio amico Bruce a unirsi alla sua "rivoluzione"; è molto più presente nell'episodio successivo dove con un composto chimico ideato da Vicki induce Renee Montoya a uccidere Falcone. Successivamente attacca il municipio durante un dibattito elettorale tra Hill e Harvey Dent e, nonostante l'intervento di Batman e Catwoman, uccide il sindaco e tenta di fare lo stesso con Dent; il giocatore può salvare Dent mettendo a rischio la vita di Catwoman, se Batman decide invece di salvar Selina, Pinguino riuscirà a sfigurare metà del volto di Harvey con un riflettore. Durante il terzo episodio Cobblepot prenderà il posto di Bruce come CEO della Wayne Enterprises, e metterà le sue mani sulla Wayne Tech riuscendo a compromettere anche buona parte dell'arsenale di Batman; durante il discorso di Bruce per le dimissioni, Vicky inietterà il siero anche Bruce inducendolo ad attaccare Oswald e causando l'internamento del miliardario ad Arkham. Il confronto finale con il Pinguino avverrà alla Wayne Enterprises nei panni di Batman alla fine del quarto episodio nel caso il giocatore scelga di dare priorità al recupero della tecnologia di Batman lasciando ad Harvey/Due Facce campo libero per dare fuoco a Villa Wayne, cosa a cui si dovrà rimediare nel capitolo successivo. Alternativamente, si può sconfiggere prima Dent, permettendo a Pinguino di compromettere il Bat-Computer e lo scontro finale avverrà a Cobblepot Park nei panni di Bruce nel quinto e ultimo episodio della stagione. Lo scontro con Pinguino alla Wayne Enterprises si risolve in una lotta corpo a corpo durante la quale Cobblepot si avvale di un paio di guantoni di ferro ma viene comunque atterrato da Batman; nel quinto episodio invece Pinguino tiene la polizia sotto scacco con i suoi droni e Bruce dovrà distrarlo per permettere a Jim Gordon di eludere le sue difese. Da notare come in qualunque modo venga sconfitto Oswald, egli si ritroverà con la gamba destra fratturata.
- Nella seconda stagione della serie, intitolata The Enemy Wihtin, ascoltando il notiziario viene rivelato che Cobblepot è ormai rinchiuso nel Penitenziario di Blackgate con una pena di 40 anni a causa del suo operato con i Figli di Arkham. Bruce colleziona anche la sua maschera nella Batcaverna insieme a uno dei suoi guanti metallici o al visore che controllava i droni. Inoltre, come menzionato da Harley Quinn nel secondo episodio, è stato proprio Oswald a rivelarle la presenza del laboratorio segreto alla Wayne Enterprises durante la sua permanenza a Blackgate.

#### Gotham Knights
Come mostrato nel trailer presentato al DC FanDome 2021, Oswald Cobblepot/il Pinguino, doppiato da Elias Touxefis in inglese, appare in Gotham Knights, videogioco sulla Bat-Famiglia sviluppato da WB Games Montréal. Nel trailer lo si vede avvertire Dick Grayson/Nightwing della pericolosità della misteriosa Corte dei gufi.